# Cinco clássicos
Os Cinco Clássicos (em chinês: Wujing; 五經) são os cinco textos clássicos chineses relacionados com Confúcio. A tradição chinesa atribuiu a compilação destes textos a Confúcio.
Os Cinco Clássicos são:
- "Livro das Mutações" (em chinês: I Ching ou Yì Jīng; 易經)
- "Clássico da História" ou "Clássico dos Documentos" (Shū Jīng; 書經)
- "Clássico da Poesia" ou "Livro das Odes" (Shī Jīng; 詩經)
- "Clássico dos Ritos" (Lǐ Jì; 禮記)
- "Os Anais de Primavera e Outono" (Chūn Qiū; 春秋).

Por mais de 2.000 anos, estes livros foram evocados como referências na sociedade, no governo, na literatura e na religião da China. Os estudantes chineses normalmente estudavam os curtos Quatro Livros antes de estudar os Cinco Clássicos.
Os Cinco Clássicos foram ensinados desde 136 a.C., quando o Confucianismo se tornou a ideologia de estado na China, até aos princípios do século XX. O domínio dos textos era requerido por qualquer letrado chinês para poder acessar a qualquer emprego na vasta burocracia governamental, através dos exames imperiais. Após 1950 somente alguns textos foram ensinados nas escolas públicas.